# Meall nan Aighean
Der Meall nan Aighean (auch Meall na Aighean) ist ein 981 Meter hoher Berg in Schottland. Die Bedeutung seines gälischen Namens ist unklar, vermutet werden Großer Fels oder Hügel der Hirschkühe. Gelegentlich wird der Berg auch nach einem seiner Vorgipfel als Creag Mhòr bezeichnet. Der Berg gehört zu einer Gruppe von vier Munros, die in Form eines nach Süden geöffneten Hufeisens nördlich der kleinen Siedlung Invervar im Glen Lyon liegen. Die Berggruppe wird nach dem höchsten Gipfel auch als Càrn Mairg Group oder aufgrund der Bergform als Glen Lyon Horseshoe bezeichnet.

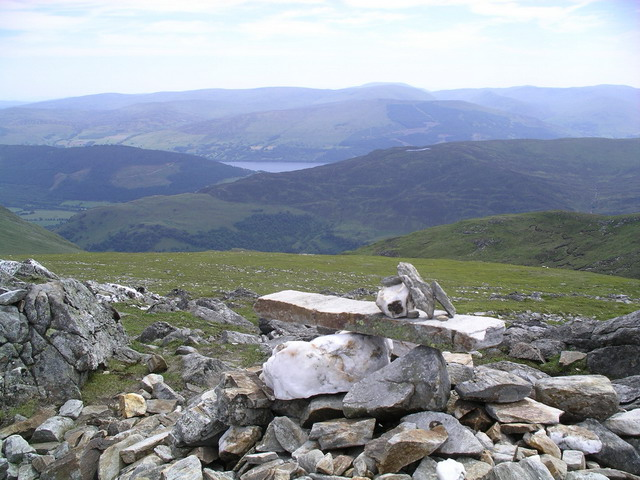
Der Gipfelcairn des Meall nan Aighean, im Hintergrund Loch Tay

In der Berggruppe weist lediglich der Càrn Mairg einen felsigen, aus Quarzit bestehenden Gipfelaufbau auf, der ein kleines Gipfelplateau bildet. Wie die übrigen Gipfel und Vorgipfel besitzt der Meall nan Aighean ein vergleichsweise wenig prägnantes flaches, aus Gras und Heide bestehendes Gipfelplateau. Er weist zwei fast gleich hohe, lediglich durch eine flache Senke getrennte Gipfelbereiche auf, der Nordostgipfel ist sieben Meter höher als der Südwestgipfel. Nach Osten schließen sich zwei weitere, 904 Meter und 822 Meter hohe Vorgipfel an, die mit den beiden Gipfelnamen als Meall nan Aighean und Creag Mhor bezeichnet werden. Eine Ursache für die verwirrenden Bezeichnungen ist, dass die beiden Vorgipfel von Osten aus dem Glen Lyon betrachtet vor dem Hauptgipfel liegen und diesen verdecken. Innerhalb der Berggruppe um den Càrn Mairg, dem er südöstlich vorgelagert ist, ist der Meall nan Aighean der südöstlichste Gipfel. Nach Süden fällt der Meall nan Aighean steil mit felsdurchsetzten Grashängen ins Glen Lyon ab, nach Nordosten bildet der Berg eine steile, felsdurchsetzte Flanke oberhalb des Gleann Muilinn. Lediglich nach Südwesten sind die Grashänge weniger steil.
Bestiegen wird der Meall nan Aighean von vielen Bergwanderern im Rahmen einer Überquerung aller vier Munros der gesamten Berggruppe, eine etwa 18 km lange Tour. Etwa 20 km lang ist der Aufstieg durch das Gleann Muilinn von der östlich gelegenen Ortschaft Fortingall in der Nähe des Nordendes von Loch Tay.